# لوسیندا فردریک
لوسیندا فردریک (انگلیسی: Lucinda Fredericks؛ زادهٔ ۲۸ سپتامبر ۱۹۶۵) چابک‌سوار، و سوارکار اهل استرالیا است.